# Thomas Hickey (peintre)
Pour les articles homonymes, voir Thomas Hickey.
Thomas Hickey (1741-1824) est un peintre irlandais.
Né à Dublin, il est le fils de Noah et Anne Hickey. Il a peint essentiellement des portraits, et a beaucoup voyagé, notamment en Inde, Portugal, Italie et Angleterre.